# Caleb Truax
Caleb Truax (* 14. September 1983 in Osseo, Minnesota, USA) ist ein US-amerikanischer Profiboxer im Supermittelgewicht und ehemaliger Weltmeister des Verbandes IBF. Sein Trainer ist Tom Halstad.

## Amateurkarriere
Bei den Amateuren bestritt Truax 29 Kämpfe, von denen er 21 gewann. Unter anderem war er 2006 Teilnehmer der National Golden Gloves.

## Profikarriere
Sein Profidebüt gewann er am 6. April 2007. Bis zu seiner ersten WM-Chance hatte er 28 Kämpfe bestritten und davon 25 gewonnen. Neben zwei Unentschieden erlitt er im April 2012 auch eine Niederlage gegen Jermain Taylor. Am 24. April 2015 verlor er beim Kampf um die WBA-Weltmeisterschaft gegen Daniel Jacobs. Eine weitere Niederlage erlitt er im April 2016 gegen Anthony Dirrell.
Am 9. Dezember 2017 gewann er beim Kampf um die IBF-Weltmeisterschaft im Supermittelgewicht durch Mehrheitsentscheidung nach Punkten gegen James DeGale. Er boxte dabei in London und damit erstmals außerhalb der Vereinigten Staaten. Den Titel verlor er jedoch im direkten Rückkampf am 7. April 2018 in Las Vegas durch eine einstimmige Punktniederlage.
Im April 2019 endete sein Kampf gegen Peter Quillin aufgrund eines unabsichtlichen Zusammenpralls mit den Köpfen bereits in der zweiten Runde wertungslos (No Contest). Einen erneuten Weltmeisterschaftskampf um den IBF-Titel im Supermittelgewicht verlor er am 30. Januar 2021 gegen Caleb Plant.